# 이멜다 스탠턴
이멜다 스탠턴(영어: Imelda Staunton, CBE, 1956년 1월 9일 ~ )은 잉글랜드의 배우이다.
왕립연극학교를 졸업한 뒤 1982년 영국 국립극장에 입단했고, 뮤지컬 《인투 더 우즈》와 《스위니 토드》로 로런스 올리비에상 뮤지컬 여우주연상을 받는 등 활발히 활동했다.
2004년작 《베라 드레이크》에서 주연을 맡아 영국 아카데미 영화상, 베네치아 국제 영화제 등 여러 주요 영화상에서 여우주연상을 받았으며, 아카데미 여우주연상 후보에 지명되었다.
2014년작 《프라이드》에서의 연기로 영국 독립 영화상 여우조연상을 받기도 했다.
해리 포터 영화 시리즈에서 돌로레스 엄브릿지 역할로 출연한 것으로도 유명하다.

## 수상
- 1991년 로런스 올리비에상 뮤지컬 여우주연상
- 제5회 미국 배우 조합상[주 1]
- 제58회 영국 아카데미 영화상 여우주연상
- 제7회 영국 독립 영화상 여우주연상
- 제17회 시카고 영화 비평가 협회 여우주연상
- 제17회 유럽 영화상 여우주연상
- 제14회 런던 영화 비평가 협회 여우주연상
- 제39회 전미 비평가 협회 여우주연상
- 제9회 샌디에이고 영화 비평가 협회 여우주연상
- 제73회 베네치아 국제 영화제 볼피 컵
- 제3회 워싱턴 D.C. 영화 비평가 협회 여우주연상
- 2013년 로런스 올리비에상 뮤지컬 여우주연상
- 제17회 영국 독립 영화상 여우조연상

## 서훈
- 2006년 대영 제국 훈장 4등급(OBE) 수훈[2]
- 2016년 대영 제국 훈장 3등급(CBE) 수훈[1]

## 출연 작품
- 어웨이크닝 - 마우드 힐 역
- 허당 해적단
- 더 걸 - 알마 히치콕 역
- 패딩턴 - 루시 숙모 역 (목소리)
- 런던 프라이드 - 헤피나 역
- 커스 오브 벅섬 스트럼펫
- 댓 데이 위 생
- 패딩턴 2 - 루시 숙모 역 (목소리)
- 해피 댄싱 - 산드라 역
- 파인딩 유어 피트
- 말레피센트 2 - 나트그라스 역
- 다운튼 애비 - 레이디 백쇼 역
- 해리 포터 시리즈('불사조 기사단' 부터) - 돌로레스 엄브릿지 교수 역

## 주해
1. ↑  Outstanding Performance by a Cast in a Motion Picture 부문